# Attilio Lombard
Attilio Giuseppe Lombard (* 7. Juni 1944 in Nus) ist ein ehemaliger italienischer Skilangläufer.
Lombard errang bei den Nordischen Skiweltmeisterschaften 1970 in Štrbské Pleso den 38. Platz über 30 km und kam bei seiner einzigen Teilnahme an Olympischen Winterspielen im Februar 1972 in Sapporo auf den 36. Platz über 30 km sowie auf den 22. Rang über 50 km. Seine beste Platzierung bei italienischen Meisterschaften erreichte er im Jahr 1969 mit dem zweiten Platz über 50 km.